# Boninella
Boninella es un género de foraminífero bentónico de la familia Miogypsinidae, de la superfamilia Rotalioidea, del suborden Rotaliina y del orden Rotaliida. Su especie tipo es Boninella boninensis. Su rango cronoestratigráfico abarcaba el Aquitaniense inferior (Mioceno inferior).

## Clasificación
Boninella incluye a la siguiente especie:
- Boninella boninensis †